# Chromoptilia diversipes
Chromoptilia diversipes är en skalbaggsart som beskrevs av John Obadiah Westwood 1842. Chromoptilia diversipes ingår i släktet Chromoptilia och familjen Cetoniidae. Inga underarter finns listade i Catalogue of Life.